# One of Them Days
One of Them Days (bra: Um Dia Daqueles; prt: Um Dia Para Esquecer) é um filme estadunidense de comédia de 2025, dirigido por Lawrence Lamont, escrito por Syreeta Singleton, e estrelado por Keke Palmer e SZA em sua estreia cinematográfica.
Produzido pela TriStar Pictures em associação com Hoorae Media, o filme foi lançado nos cinemas dos Estados Unidos e Canadá em 17 de janeiro de 2025, pela Sony Pictures Releasing. O filme foi recebido positivamente pela crítica especializada e arrecadou US$ 48 milhões.

## Premissa
Quando seu namorado pega o dinheiro do aluguel, Alyssa e Dreux correm contra o relógio para evitar o despejo e manter sua amizade intacta.

## Elenco
- Keke Palmer como Dreux
- SZA como Alyssa
- Vanessa Bell Calloway como Mama Ruth
- Keyla Monterroso Mejia como Kathy
- Maude Apatow como Bethany
- Katt Williams as Lucky
- Joshua Neal como Keshawn
- Aziza Scott como Berniece
- Patrick Cage como Maniac
- Dewayne Perkins como Jameel
- Amin Joseph como King Lolo
- Gabrielle Dennis como Shayla
- DomiNque Perry como Shameeka
- Lil Rel Howery como The Buyer
- Janelle James como Ruby

## Produção
Em abril de 2024, foi anunciado que Keke Palmer e SZA haviam sido escaladas para o filme. Em julho do mesmo ano, foi anunciado que vários outros atores, incluindo Howery e Maude Apatow, também haviam sido escalados para o filme. Em agosto do mesmo ano, foi anunciado que Dewayne Perkins, Amin Joseph, Gabrielle Dennis e DomiNque Perry haviam sido escalados para o filme. O filme custou US$ 14 milhões para ser produzido.

## Lançamento
O filme seria originalmente lançado em 24 de janeiro de 2025. Em 24 de outubro de 2024, o primeiro trailer oficial do filme foi lançado, revelando seu título, One of Them Days.Em dezembro de 2024, foi anunciado que a data de lançamento havia sido transferida para 17 de janeiro de 2025, assumindo o lançamento nos EUA de Paddington in Peru (2024). A festa de estreia do filme estava marcada 13 de janeiro em Lós Angeles, mas foi cancelada devido aos incêndios florestais na Califórnia em janeiro de 2025. No Brasil o filme estreou no dia 3 de abril de 2025.

## Recepção

### Resposta dos críticos

Logotipo do filme

No site agregador de críticas Rotten Tomatoes, 97% das 63 resenhas dos críticos são positivas, com uma classificação média de 7/10. O consenso do site diz: "Distribuindo risos e química suficientes para poupar através de Keke Palmer e SZA, One of Them Days faz com que o gênero de comédia de amigos pareça mágico mais uma vez." O Metacritic, que usa uma média ponderada, atribuiu ao filme uma pontuação de 73 em 100, baseado em 20 críticos, indicando críticas "geralmente favoráveis". O público pesquisado pelo CinemaScore deu ao filme uma nota média de "A–" em uma escala de A+ a F, enquanto os pesquisados pelo PostTrak deram uma pontuação positiva geral de 84%, com 63% dizendo que "definitivamente o recomendariam".

### Bilheteria
Nos Estados Unidos e no Canadá, One of Them Days será lançado ao lado Wolf Man, E está projetado para arrecadar US$ 8-13 milhões de 2.650 cinemas em sua abertura de quatro dias durante o fim de semana MLK. Variety disse que os incêndios florestais em Los Angeles não deveriam afetar a bilheteria do filme.  A primeira comédia negra feminina teatral com classificação R desde Girls Trip (2017), o filme arrecadou US$ 4,6 milhões em seu primeiro dia (incluindo uma estimativa de US$ 1,3 milhão das prévias de quinta-feira à noite). Estreou com US$ 11,6 milhões em seu fim de semana de abertura (e um total de US$ 14 milhões ao longo do período de quatro dias), liderando as bilheterias do fim de semana (embora terminando em segundo lugar atrás de Mufasa: O Rei Leão para o feriado). Deadline Hollywood observou que a abertura poderia ter sido maior, dada a recepção positiva do filme por parte da crítica e do público, criticando o marketing da Sony e observando que o filme fez 116,6 milhões de impressões em plataformas de mídia social em comparação com Girls Trip, que teve 71 milhões de impressões, mas abriu para US$ 31,2 milhões em 2017.